# Ralph Wiggum
Ralph Wiggum is een personage uit de animatieserie The Simpsons. Hij wordt ingesproken door Nancy Cartwright.
Ralph is de zoon van politiechef Clancy Wiggum. Hij is vooral bekend om zijn absurde gedrag. Ralph is een beetje een buitenstaander, maar lijkt wel goed overweg te kunnen met onder anderen Bart, Lisa en Milhouse.

## Oorsprong van het personage

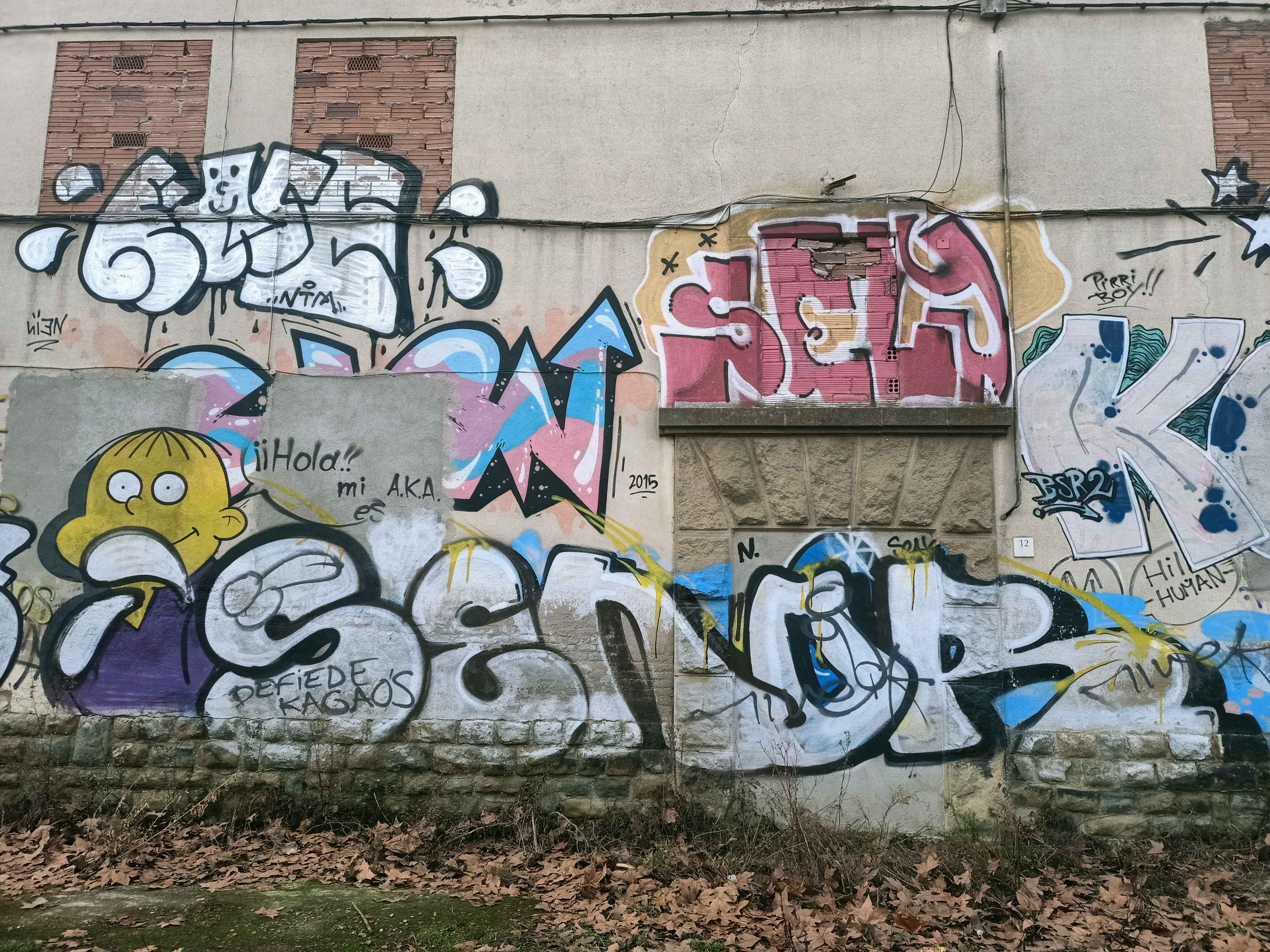
Ralph Wiggum in a graffiti in Vic, Catalonië

Ralph verscheen voor het eerst in de aflevering "Moaning Lisa", maar zag er in deze aflevering anders uit dan in latere afleveringen. Hij was al eerder te zien als een naamloos personage in "Simpsons Roasting on an Open Fire." Zijn uiterlijk en gedrag in beide afleveringen was zo verschillend van zijn huidige verschijning, dat velen de aflevering "Homer vs. Lisa and the 8th Commandment" zien als Ralphs "echte" eerste aflevering.
Oorspronkelijk was Ralph bedoeld als een mini Homer Simpson, maar het personage ging al snel een eigen leven leiden. De schrijvers van de serie vonden hem geschikt als de zoon van Clancy Wiggum, dus werd in de aflevering "I Love Lisa" bekendgemaakt dat Clancy Ralphs vader is.

## Profiel
Ralph is een nogal vreemd kind. Op het eerste gezicht kan men hem aanzien voor een kind met dementie, of een kind met een slechte mentale ontwikkeling. Ralph lijdt aan leerproblemen, waardoor hij maar zelden begrijpt wat er om hem heen gebeurt.
Ralphs unieke manier van praten is vaak de bron van veel van zijn kenmerken. Bekende uitspraken van hem zijn "What's a diorama?", "It tastes like...burning!", en "Mr. Flanders, you're blindeded!," [sic]. Ook noemt hij zijn lerares "School Mommy". Ralph kan wel op een normale manier praten.
Ralph wordt vaak gezien in bizarre situaties zoals het eten van lijm, wormen, krijtjes en andere niet eetbare voorwerpen. Ralph heeft een levendige fantasie, is blijkbaar wereldvreemd van zijn omgeving, en komt vrijwel altijd vrolijk over. Een van de weinige dingen waar hij zich wel van bewust is, is dat hij moeite heeft om met andere kinderen om te gaan.
Ralph lijkt wel een paar talenten te hebben. In een schooltoneelstuk speelde hij de rol van George Washington zo goed dat het publiek echt onder de indruk was. In de aflevering "This Little Wiggy" moest Bart verplicht de hele dag met Ralph doorbrengen, wat voor Bart een stuk beter uitpakte dan hij aanvankelijk dacht.

## Relaties
Ralph kan over het algemeen goed met mensen overweg, maar hij kan ze net zo makkelijk irriteren of versteld doen staan. Ralph lijkt een goede band te hebben met zijn ouders, vooral met zijn vader.
Op school is Ralph niet echt geliefd. Bart is vermoedelijk het best bevriend met Ralph, maar zelfs daaraan kan geregeld worden getwijfeld. Sinds de aflevering "I Love Lisa" heeft Ralph een oogje op Lisa.
Ralph is geregeld het slachtoffer van pestkoppen, maar helaas voor hen lijkt hij het niet te snappen als hij gepest wordt, en vindt hij het soms zelfs leuk.
Ralph heeft veel denkbeeldige vrienden zoals Wiggle Puppy en een pyromane leprechaun.

## Ralph's mentaliteit
De aard van Ralphs gedrag is nogal vreemd. Het is gemakkelijk om hem te beschrijven als een kind met mentale problemen, maar er zijn tekenen dat dit niet helemaal het geval is. Ralph kan best als hij wil op een normale manier praten en handelen. Vaak is zijn gedrag het gevolg van zijn fantasie.
Ralph gebruikt vaak een metafoor om iets te verklaren uit de wereld om hem heen. Dit is een kenmerk van kinderen met autisme, maar ook bij kinderen met een hoog gehalte aan creatief en artistiek intellect. Er kan zelfs worden aangenomen dat Ralph een unieke kijk op alles heeft, of simpelweg niet kan uitdrukken wat hij denkt.

## Toekomst
Ralphs toekomst is een van de meest vage en onbekende van alle kinderen in de serie. Er zijn geregeld Simpsonafleveringen waarin een mogelijke toekomst wordt getoond en in vrijwel elk toekomstbeeld ziet Ralphs leven er anders uit:
- "Lisa's Wedding": Dit is Ralphs meest mysterieuze toekomstbeeld. De naam "Sideshow Ralph Wiggum" is te zien op een lijst van beroemdheden die zijn gearresteerd bij een soort heksenjacht.
- "Bart to the Future": Ralphs meest prominente rol in een toekomstbeeld. Ralph is in deze toekomst goede vrienden met Bart en deelt een appartement met hem. Ralph lijkt zelfs degene te zijn die goed advies en rede brengt in Barts leven. Toch vertoont hij ook nog zijn oude kinderlijke gedrag.
- "Future-Drama": Ralph heeft een kleine cameo in dit toekomstbeeld. Hij is te zien op de afstudeerceremonie van zijn middelbare school, waar hij beweert het toilet te kunnen gebruiken.
- "The Rise and Fall of Bartholomew J. Simpson": Ralph en zijn vader zijn te zien terwijl ze surfen op een futuristisch internet.
- "Lisa the Simpson": een dagdroom van Lisa waarin ze vreest dat ze net zo zal worden als haar vader. Ralph is in dit toekomstbeeld Lisa’s man. De twee hebben veel kinderen, maar niet echt een goed leven.